# Unai Etxebarria
Unai Etxebarria Arana (Caracas, 21 de novembro de 1972) é um ciclista profissional, de origem basca, nascido na Venezuela e que reside na Espanha. Seus principais triunfos são uma etapa da Volta à Espanha e duas da Volta a Portugal. É profissional desde 1996.
Unai Etxebarría, el vasco de Caracas
Enquanto o Euskaltel crescia nas etapas, Unai Etxebarría era o especialista em outros terrenos, aquele ciclista que não correspondia à mentalidade maníaca de Iban Mayo ou Haimar Zubeldia que elevava a cor da histeria ao alerta laranja. Em equipe, outros conquistaram outros territórios que mais tarde tornaram comuns. O ciclista nascido em Caracas conduziu a telefonia basca pelas paisagens europeias como um viajante, explorando terras ainda não muito exploradas nem mesmo pelo ciclismo que o rodeava, que geralmente era o quadro das corridas espanholas. Ser segundo em Flecha Wallona foi algo inédito para a camisa Euskaltel, conquista mais esperada pelo outro Etxebarría (David), regular em grandes sucessos e confortável em alguns recordes nas Ardenas. Parecia que David era uma aposta mais óbvia, mas o tempo colocou Unai no seu lugar, um ciclista sem muito a invejar e com um percurso interessante. Ainda hoje o ciclismo português, apesar de ser muito mais interessante do que o pouco que nos mostram, é considerado de segunda categoria. É verdade que ainda não existe um teste de elite económica (ou seja, pagar grandes taxas da UCI), mas a dificuldade de vencer os portugueses como visitantes tem mérito. Com uma torcida dedicada, a Volta a Portugal, a Grandíssima, arrepiava os cabelos das estrelas que tentavam percorrer algumas estradas, as portuguesas, que além do fogo do calor do verão, rugiam a fumaça das sangrentas batalhas a que o encorajaram os moradores locais que os levaram. Os menos óbvios da família Etxebarría conseguiram as duas primeiras vitórias na Volta, quando ainda era a quarta grande, com um número de etapas que rondava as duas semanas de competição. Corria o ano de 1998 e naquela corrida foram descartadas as perspectivas de futuro de grandes equipes, como a ainda desconhecida Joseba Beloki, o promissor Wladimir Belli, o surpreendente vencedor Marco Serpellini, Armin Meier, Andrey Kivilev ou o campeão mundial alguns meses depois, o Suíço Oskar Camenzid. Entre todo esse mato, Unaí saiu para vencer não uma, mas duas etapas. Vencer os portugueses em casa é difícil. Fazer o mesmo com os italianos é um sinal revelador de boas pernas.

## Palmares
1998, venceu 2 etapas Volta a Portugal
2000, venceu etapa Setmana-Catalana 
2000, venceu Klasika Primavera de Amorebieta
2001, venceu etapa Criterium du Dauphiné Libére
2004, venceu Gran Premio Llodio
2004, venceu Trofeo Calvià  
2007, venceu Trofeo Calvià  
Equipas: 
- 2007 Euskaltel - Euskadi  2006 Euskaltel - Euskadi  2005 Euskaltel - Euskadi  2004 Euskaltel - Euskadi  2003 Euskaltel - Euskadi  2002 Euskaltel - Euskadi  2001 Euskaltel - Euskadi  2000 Euskaltel - Euskadi  1999 Euskaltel - Euskadi  1998 Euskaltel - Euskadi  1997 Euskaltel - Euskadi  1996 Euskaltel - Euskadi  1995 Artiach
- 1994 Artiach - Nabisco